# Siège de Tortosa (1708)
Pour les articles homonymes, voir Siège de Tortose.
Guerre de Succession d'Espagne
Batailles
Campagnes de Flandre et du Rhin
- Landau (1702)
- Friedlingen (1702)
- Kehl (1703)
- Ekeren (1703)
- Höchstädt (1703)
- Spire (1703)
- Schellenberg (Donauworth) (1704)
- Blenheim (1704)
- Landau (1704)
- Vieux-Brisach (1704)
- Eliksem (1705)
- Ramillies (1706)
- Stollhofen (1707)
- Cap Béveziers (1707)
- Cap Lizard (1707)
- Audenarde (1708)
- Wynendaele (1708)
- Lille (1708)
- Gand (1708)
- Malplaquet (1709)
- Douai (1710)
- Bouchain (1711)
- Denain (1712)
- Bouchain (1712)
- Douai (1712)
- Landau (1713)
- Fribourg (1713)

Campagnes d'Italie
- Carpi (1701)
- Chiari (1701)
- Crémone (1702)
- Luzzara (1702)
- Verceil (1704)
- Cassano (1705)
- Nice (1705-1706)
- Calcinato (1706)
- Turin (1706)
- Castiglione (1706)
- Toulon (1707)
- Gaeta (1707)
- Cesana (1708)
- Syracuse (1710)

Campagnes d'Espagne et de Portugal
- Cadix (1702)
- Vigo (navale 1702)
- Cap de la Roque (1703)
- Gibraltar (août 1704)
- Ceuta (1704) (es)
- Málaga (1704)
- Gibraltar (1704-1705)
- Marbella (1705)
- Montjuïc (1705)
- Barcelone (1705)
- Badajoz (1705)
- Barcelone (1706)
- Murcie (1706) (es)
- El Albujón (1706) (es)
- Santa Cruz de Ténérife (1706) (en)
- Almansa (1707)
- Xàtiva (1707)
- Ciudad Rodrigo (1707) (en)
- Lérida (1707)
- Tortosa (1708)
- Minorque (1708)
- Gudiña (1709)
- Almenar (1710)
- Saragosse (1710)
- Brihuega (1710)
- Villaviciosa (1710)
- Barcelone (1713-1714)

Campagnes de Hongrie
- Saint-Gotthard (1703) (en)
- Biskupice (1704) (en)
- Smolenice (1704) (en)
- Koroncó (1704) (en)
- Zsibó (1705) (en)
- Saint-Gotthard (1705) (en)
- Trenčín (1708) (en)

Antilles et Amérique du sud
- Santa Marta (1702)
- Guadeloupe (1703)
- Nassau (1703)
- Colonia del Sacramento (1704)
- Carthagène (1708)
- Rio (1710)
- Carthagène (1711)
- Rio (1711)
- Cassard (1712)

Le siège de Tortosa est un conflit militaire de la guerre de Succession d'Espagne, qui s’est déroulé du 12 juin au 8 juillet 1708, au cours de laquelle les Bourbons ont définitivement pris Tortosa et, par conséquent, d’Ares del Maestrat, dans le cadre de la prise du royaume de Valence.

## Déroulement
Le 9 juillet, une force franco-espagnole de 28 000 soldats sous le commandement de Philippe d'Orléans et d’Antonio de Villarroel sont parvenus à défaire une force combinée catalo-britannique assiégée de 5 140 fantassins et 70 cavaliers sous Ignasi Minguella, Francesc Montagut et le général Jones, et à pénétrer, le 15 juin, dans la ville, après de durs combats. Le 8 juillet, le commandant des forces alliées a signé la capitulation de la ville. Cette prise définitive de la ville par la force franco-espagnole a signifié, par la même occasion, la fin de l'occupation de Valence.